# Одинець Володимир
Володимир Одинець (нар. до 1900 — пом. після 1945, ГУЛАГ СРСР) — український сходознавець, синолог, лексикограф, громадський діяч у Маньчжурії. Учень українського вченого Федора Даниленка.

## Життєпис
Жив у Далекосхідній республіці. Після анексії Далекосхідної республіки Радянською Росією — викладач Інституту орієнтальних наук у Владивостоці.
Член Харбінського Товариства українських орієнталістів, автор китайського тексту «Українського-Китайського словника», виданий у Харбіні 1944. Також автор популярної книжки китайською мовою «Укей Лан-Ґо» (Українська Держава).
Активіст Союзу Української Молоді в Харбіні. Представник від СУМу на конференції українських організацій Харбіна 12 травня 1935, на якій було засновано Українську Національну Колонію.
У 1945 році залишився у радянській зоні окупації Маньчжурії, викрадений МДБ СРСР. Загинув у концтаборі ГУЛАГ СРСР в районі Караганди.